# 1938 в авіації
Основна стаття: Авіація.
1938 рік в авіації.

## Події
- 27 червня — радянського авіаконструктора Р. Л. Бартіні НКВС заарештував за звинуваченням у зв'язках з «ворогом народу» М. М. Тухачевським, а також у шпигунстві на користь Муссоліні.
- 27 червня — НКВС заарештовано "за підривну роботу по розвалу об'єктів, необхідних для оборони країни" С. П. Корольова, радянського конструктора ракетної та авіаційної техніки.
- 1 вересня — засновано Чугуївський авіаційний ремонтний завод (ЧАРЗ).
- 9 жовтня — у Нью-Йорку, вперше в світі, продемонстровано розроблений фірмою Bell Laboratories радіовисотомір (у 1924 його винайшов американський інженер Ллойд Еспланшид (англ. Lloyd Espenschied)).
- 1 грудня — засновано японську авіакомпанію Imperial Japanese Airways (яп. 大日本航空).
- 12 грудня — радянського авіаконструктора Й. Г. Німана НКВС заарештував за шкідництво.

### Перший політ
- 25 лютого — Blohm & Voss BV 141, прототип німецького розвідувального літака, виробництва верфі «Blohm & Voss» GmbH, конструкції Ріхарда Фогта; відрізнявся асиметричною будовою планера.
- 14 березня — польський пасажирський лайнер PZL-44 (льотчик-випробувач Болеслав Орлінський)[1].
- 6 квітня — Bell P-39 Airacobra, американський винищувач періоду Другої світової війни; відрізнявся незвичайною для свого часу конструкцією (двигун розташовувався позаду кабіни пілота).
- 23 липня — Focke-Wulf Fw 189 Uhu  також відомий як «Рама» — німецький багатоцільовий двомоторний, двобалочний, тримісний літак, виробництва фірми «Фокке-Вульф» нім. «Focke-Wulf»). В перший політ літак підняв головний конструктор Курт Танк.
- 1 вересня — Messerschmitt Me 209, одномоторний гоночний літак, було розроблено для встановлення рекордів швидкості.
- 4 жовтня — Dornier Do 217, німецький багатоцільовий бомбардувальник часів Другої світової війни виробництва компанії Dornier.
- 11 жовтня — Blohm & Voss BV 142 (версія для сухопутного базування поплавкового гідролітака Blohm & Voss Ha 139), німецький багатоцільовий літак виробництва верфі «Blohm & Voss» GmbH. Всього виготовлено чотири прототипи.
- 15 грудня — радянський винищувач І-180, конструкції М. М. Полікарпова.

#### Без точної дати
- після серпня — радянський винищувач-біплан І-153 «Чайка» (зав. № 5001), конструкції М. М. Полікарпова.
- Arado Ar 96, німецький тренувальний літак, виробництва компанії «Arado Flugzeugwerke».

### Авіаційні рекорди
- 24—25 вересня — радянська льотчиця Валентина Гризодубова, командир екіпажу, разом з другим пілотом Поліною Осипенко та штурманом Мариною Расковою на літаку «Родина» (АНТ-37) зробила безпосадочний переліт з Москви на Далекий Схід, встановивши міжнародний жіночий рекорд дальності польоту. За 26 год 29 хв покрито відстань у 6450 км).
- 28-30 листопада — Focke-Wulf Fw 200 «Condor» виконує переліт з Німеччини (берлінський аеропорт «Темпельхоф») до Японії. Маршрут Берлін — Басра — Карачі — Ханой — Токіо, довжиною 13 844 км (із трьома проміжними зупинками), подолано за 46 годин 18 хвилин.

### Прийнято на озброєння
- січень — Kawanishi H6K Тип 97 модель 2, палубний літаючий човен Імперського флоту Японії періоду Другої світової війни.
- жовтень — Vickers Wellington, британський двомоторний середній бомбардувальник, що перебував на озброєнні Королівських ВПС Великої Британії та інших країн союзників за часів Другої світової війни.

### Авіакатастрофи
- 15 грудня — радянський винищувач І-180, конструкції М. М. Полікарпова.

## Персоналії

### Померли
- 1 березня — Микола Кіндратович Кривенко, хорунжий Армії УНР, військовий льотчик.
- 26 липня — Дмитро́ Па́влович Григоро́вич, російський та радянський авіаконструктор, творець першого гідроплану. Помер від раку.
- 29 липня — Харламов Микола Михайлович, начальник ЦАГІ. Розстріляний «за шкідницьку і підривну роботу в галузі літакобудування».
- 22 жовтня — Костянтин Олексійович Калінін, російський та український авіатор, командир 1 Волинського авіаційного дивізіону армії УНР, радянський авіаконструктор, розробник цивільних та військових літаків. Страчено в катівнях Воронезького УНКВС[2].
- 28 жовтня — Рамон Франко Баамонде (ісп. Ramón Franco y Bahamonde), іспанський авіатор і політичний діяч, брат диктатора Франциско Франко.
- 15 грудня — Валерій Чкалов, радянський льотчик-випробувач, комбриг, Герой Радянського Союзу. Загинув в авіакатастрофі під час випробування винищувача І-180.

## Галерея

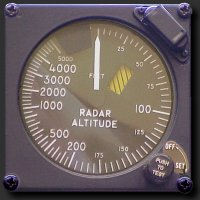
Радіовисотомір у кабіні літака
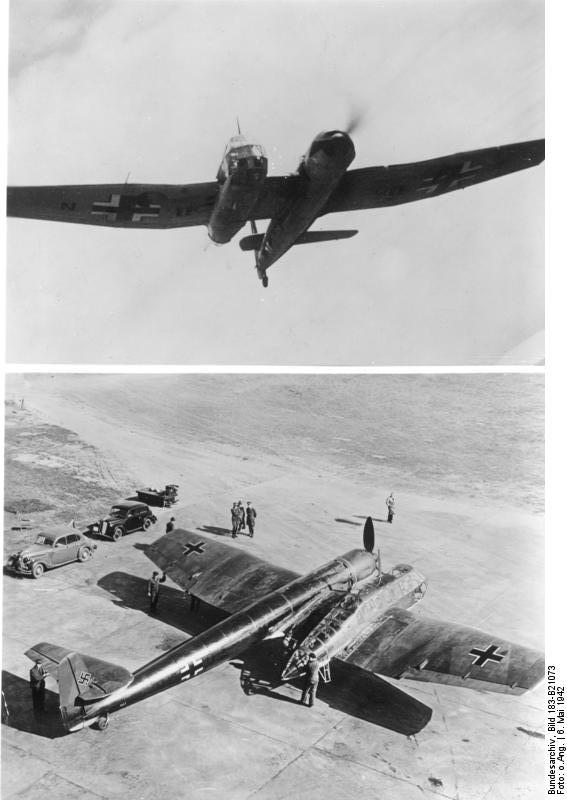
Blohm & Voss BV 141
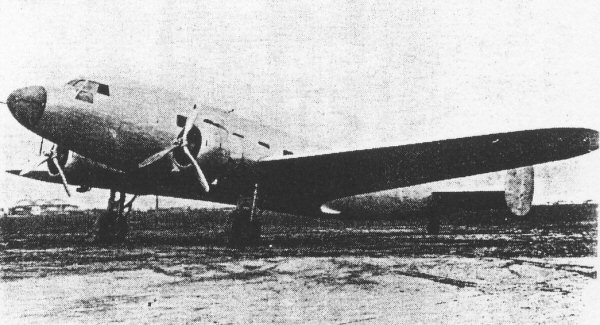
PZL-44
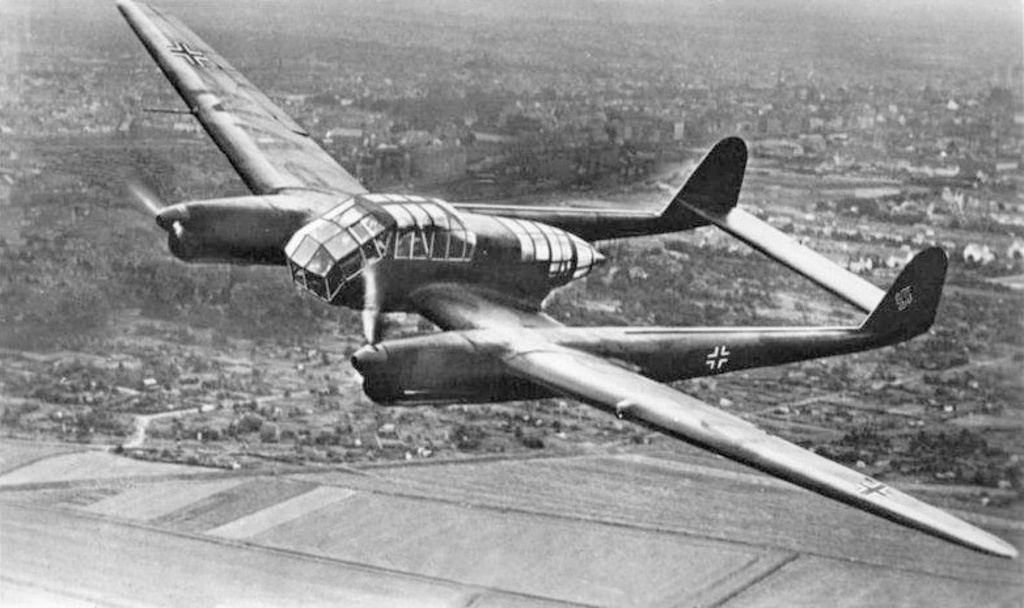
Перший прототип Fw 189 V1, D-OPVN
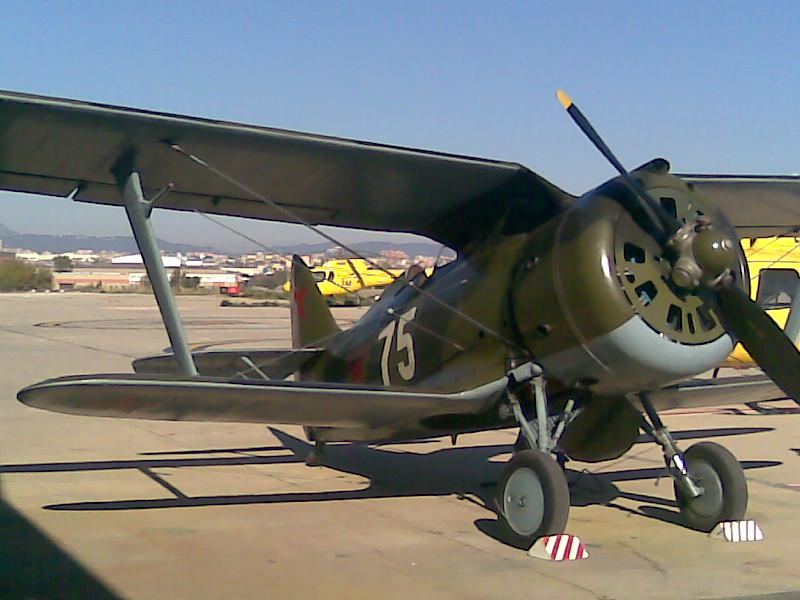
І-153 «Чайка», Іспанія
Дмитро́ Григоро́вич
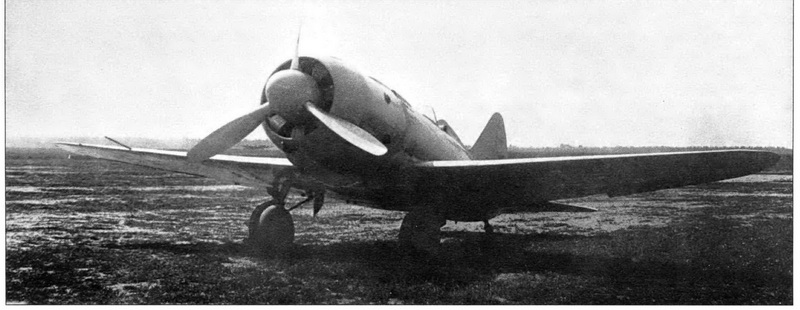
І-180
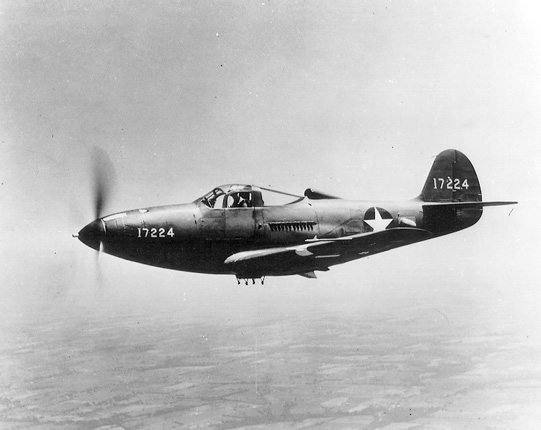
Bell P-39 Airacobra
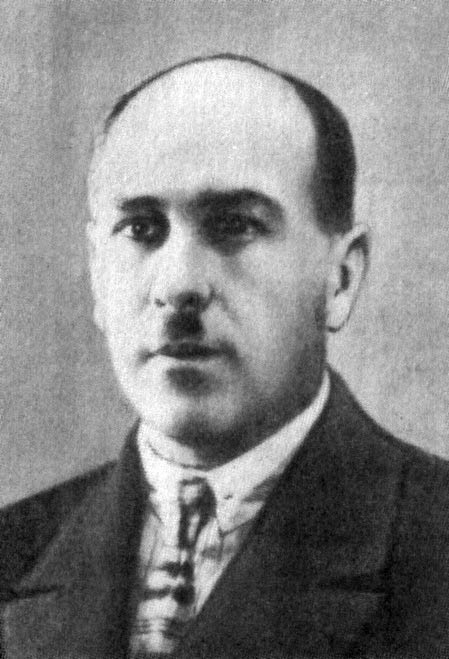
Костянтин Калінін
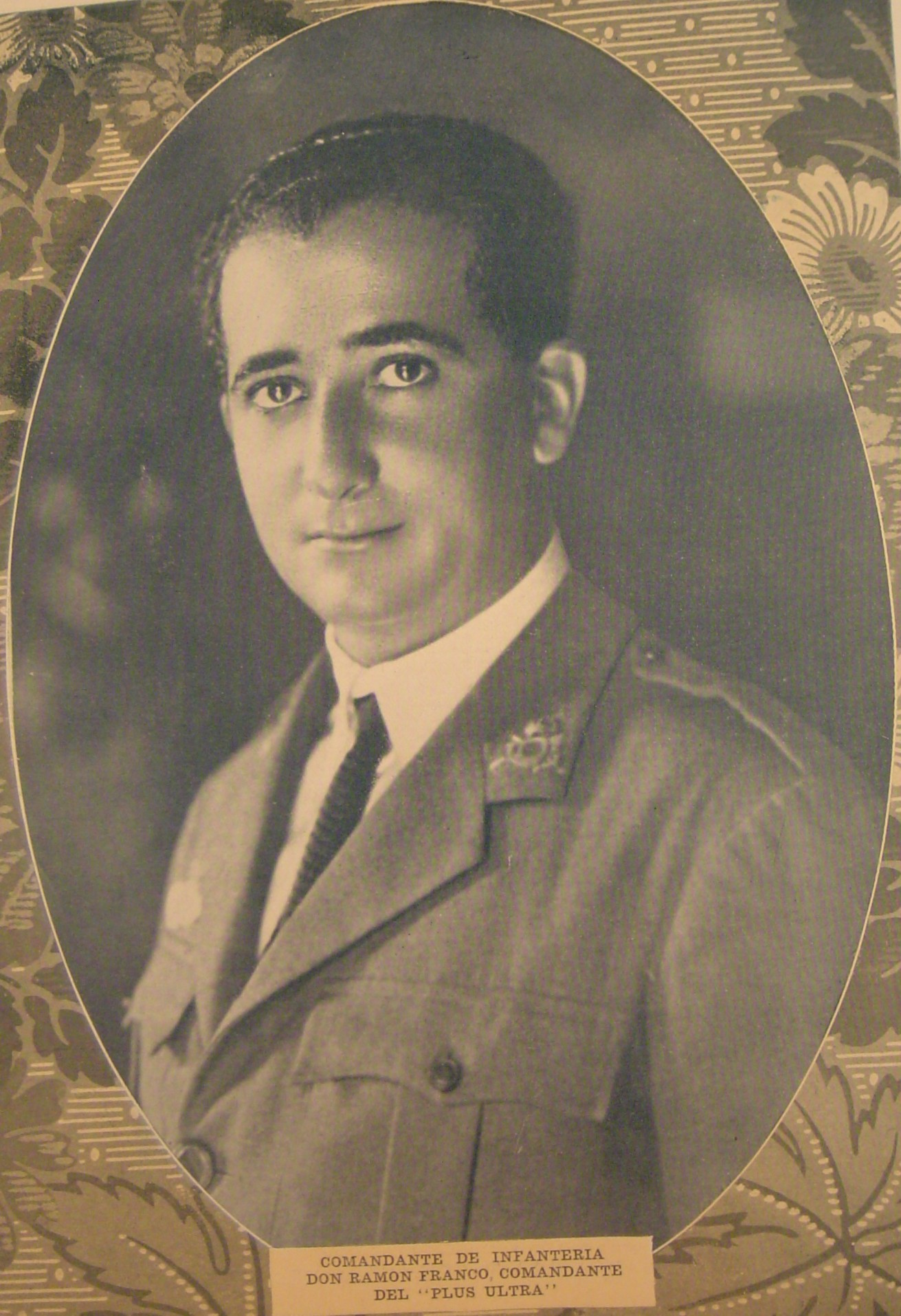
Рамон Франко Баамонде
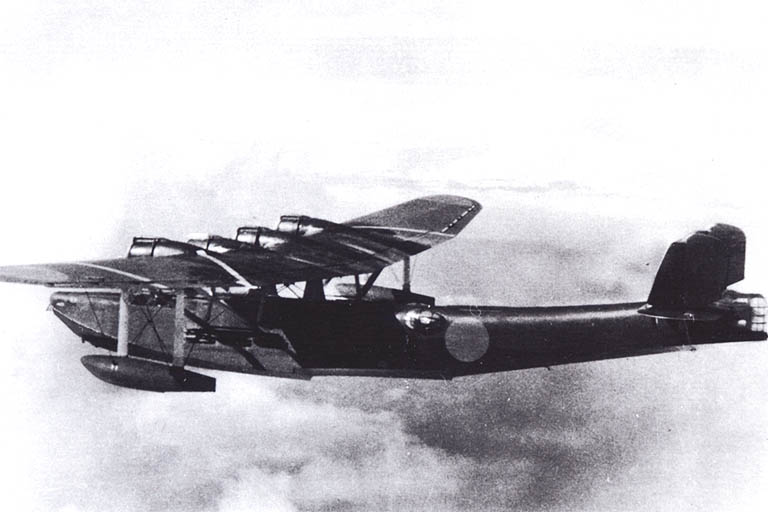
Kawanishi H6K
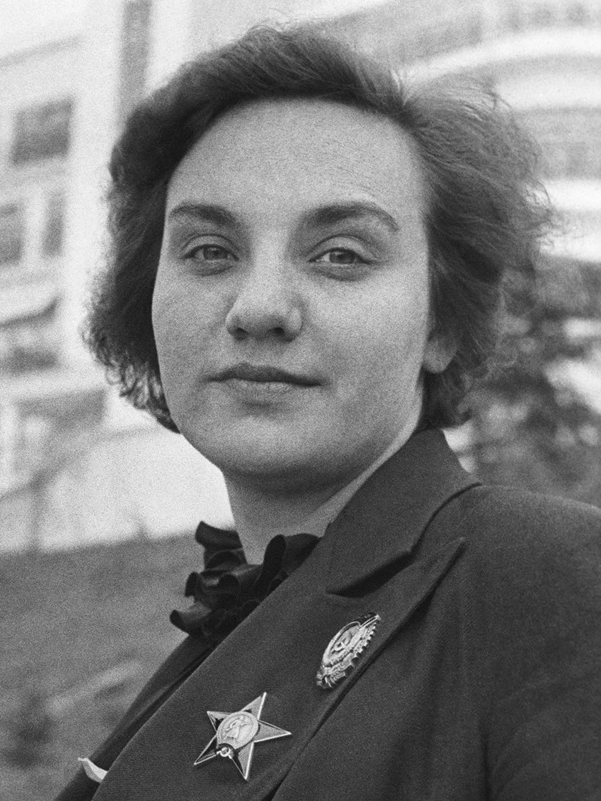
Валентина Гризодубова
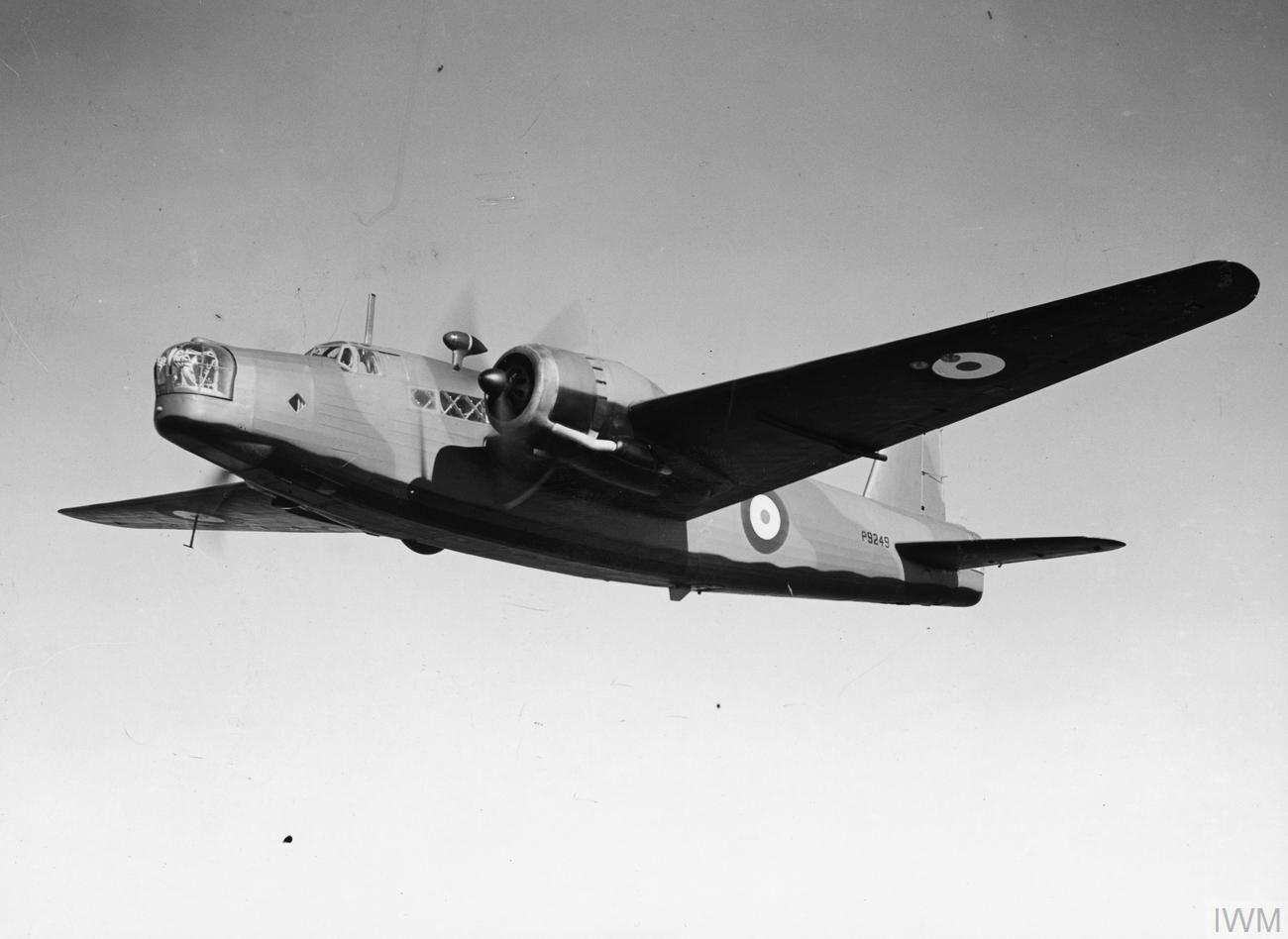
Vickers Wellington
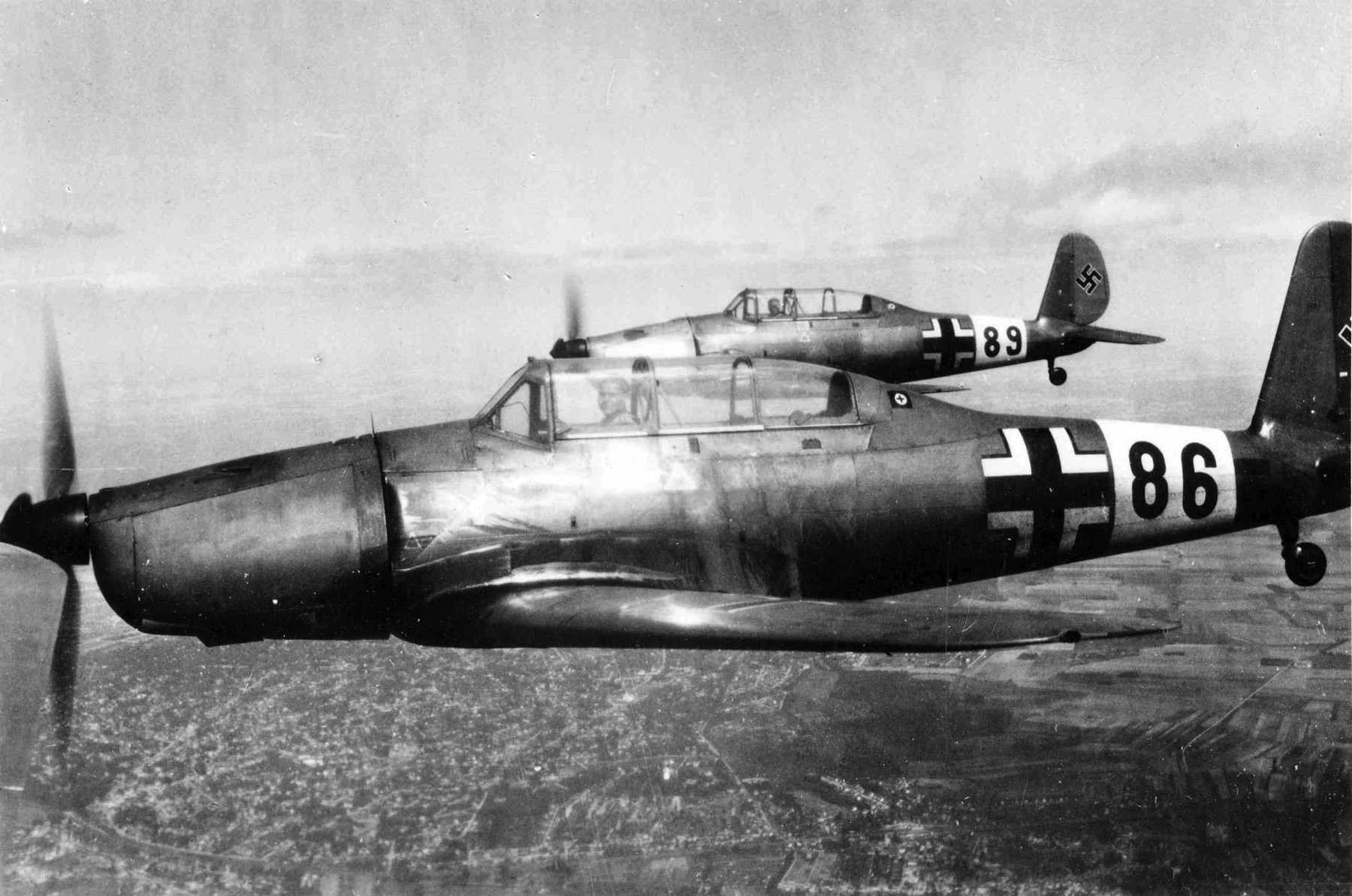
Arado Ar 96
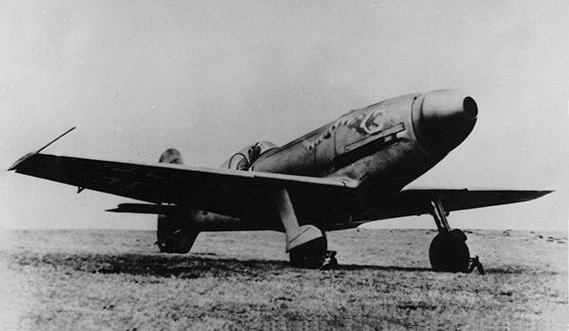
Messerschmitt Me 209 V4